# 写真測量法

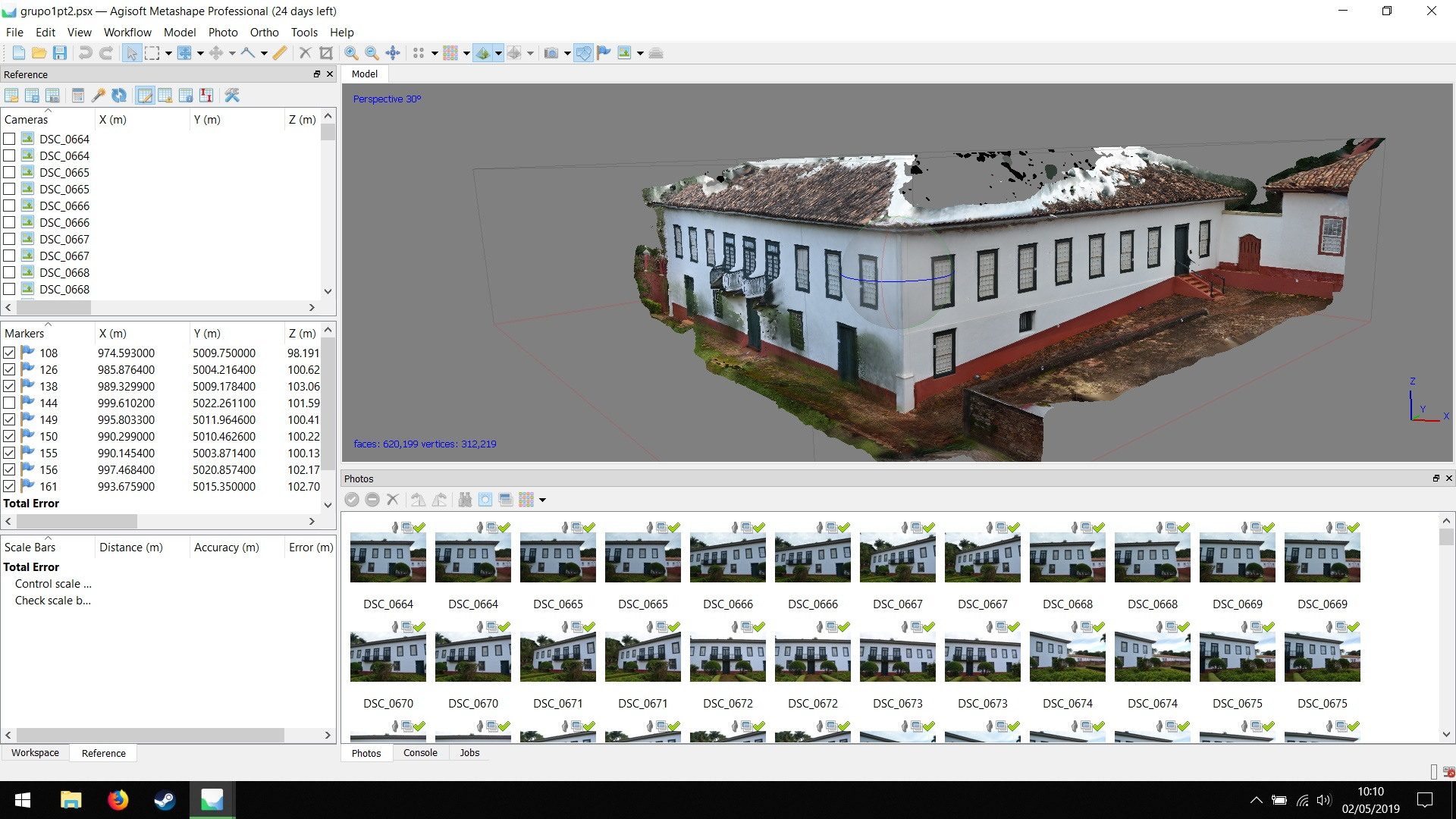
ブラジル、サンカルロス州、ファゼンダ ド ピニャル本社の写真測量

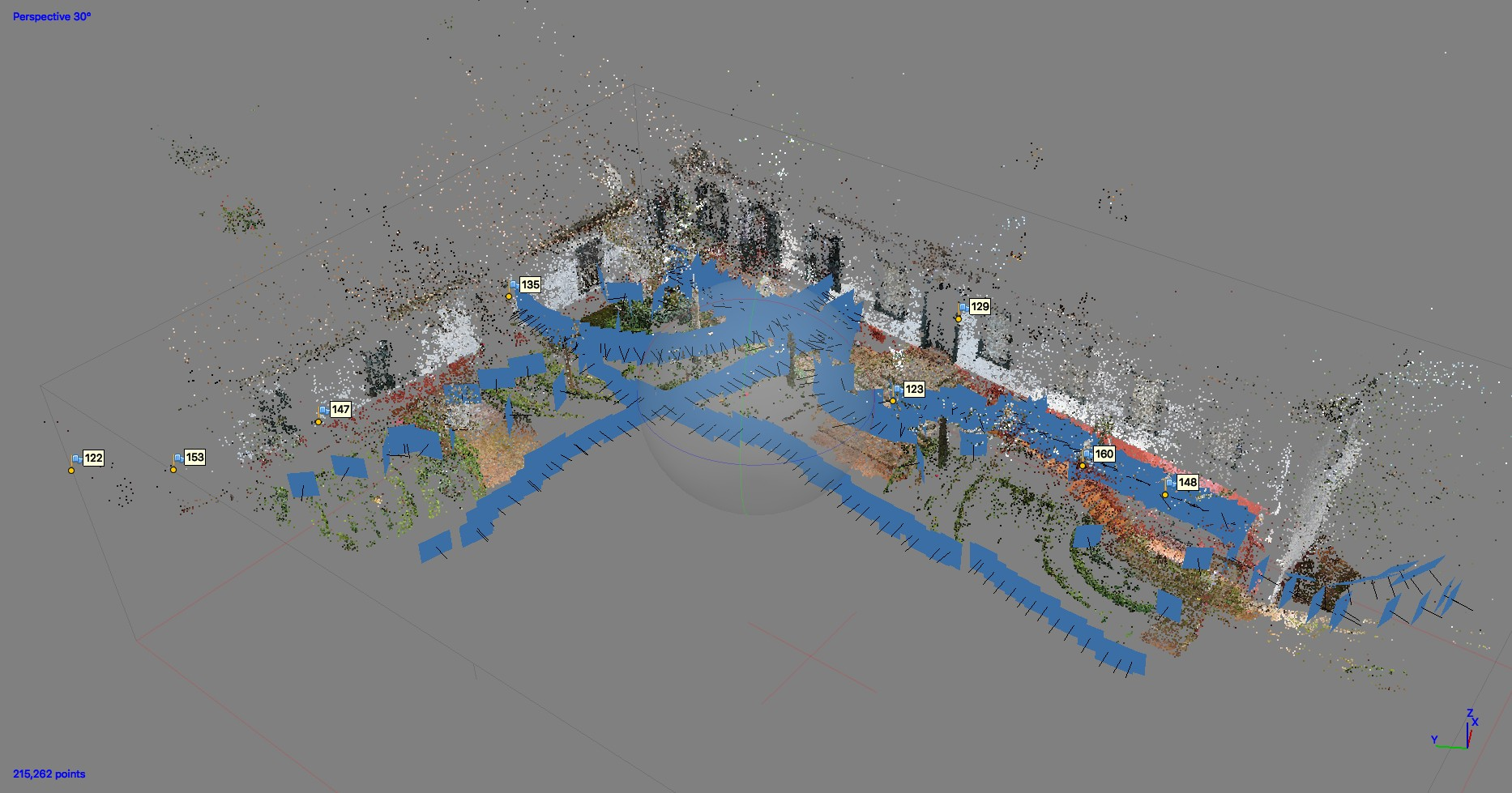
ブラジル、サンカルロス州、ファゼンダ ド ピニャル本社の写真測量

写真測量法 (しゃしんそくりょうほう 英: Photogrammetry) とは、写真画像から対象物の幾何学特性を得る方法である。写真測量法の歴史は現代写真技術と同じくらい古く、起源は19世紀半ばに遡る。フォトグラメトリとも呼ばれるが、こちらは狭義に、デジタルカメラ等で多面的に撮影した複数のデジタル写真をコンピュータで画像解析し、3次元コンピュータグラフィックス等を得るプロセスを指す言葉として用いられる。

## 概説
写真測量の最も単純な例として、写真画像面に平行な平面上に存在する2点間の距離を求める場合があげられる。写真画像の縮尺が分かっていれば、画像上の距離を測定し、実際の距離を縮尺から逆算して求めることができる。
この技術の高度な応用例であるステレオ写真測量を使うと、対象物体上に存在する任意の点の三次元座標を得られる。この場合は、2つ以上の異なる位置から撮影した画像を利用して測定が行われる。まず、別々の位置から撮影した写真に写っている共通の点を識別する。次に、それぞれの写真の撮影時のカメラ位置から共通点への視線(または光線)が交わる点を求め、それを頼りに対象点の3次元座標を算出する。さらに高度な例として、測定対象に関する先験的な情報(例えば対象が対称図形であるなど)を利用して、1箇所からの撮影だけで三次元座標を得る手法もある。
写真測量は、地形図、建築、工学、製造、品質管理、警察の捜査、地質学など、さまざまな分野で利用されている。写真測量を使えば、考古学者は大規模で複雑な遺跡の全体図を容易に作成することができ、気象学者は実際の気象データを測定できなくとも竜巻の風速を算出することができる。また、実写とコンピュータ生成画像を組み合わせた映画のポストプロダクションにも写真測量が利用されている。この技術を利用した映画の例には『ファイト・クラブ』（DVDの特典映像で詳細な説明がある）がある。
通常、写真測量のアルゴリズムには、問題の解法として誤差の二乗和を最小化する最小二乗法が用いられる。この最小化をバンドル調整ともいい、レーベンベルグ・マルカート法を使用して計算することが多い。

## 手法

写真測量法におけるWiora のデータモデル.

写真測量は、光学や投影幾何学など多分野にわたる手法を応用する。右図は、どのような情報が写真測量で使用され、また写真測量から得られるかを示したデータモデルである。
3次元座標(3-D co-ordinates)は、3次元空間内における対象点の位置を定義する。画像座標(image co-ordinates)は、フィルムまたは撮影用の電子機器上の対象点の位置を定義する。また、カメラの外部標定(exterior orientation)は空間におけるカメラの位置と撮影方法を、内部標定(inner orientation)は画像処理における幾何学的パラメータを定義します。最も重要なパラメータはレンズの焦点距離であるが、レンズの歪みを含めることもある。さらに、追加測定情報(additional observations)が重要な役割を果たす。空間上の既知の2点間距離、すなわち既知の固定点を示すスケールバーによって、基準尺との座標関係が定められる。
このデータモデルに示されている4つの主要変数はいずれも写真測量法の入力にも出力にもなりうる。